# Novoděvičí hřbitov

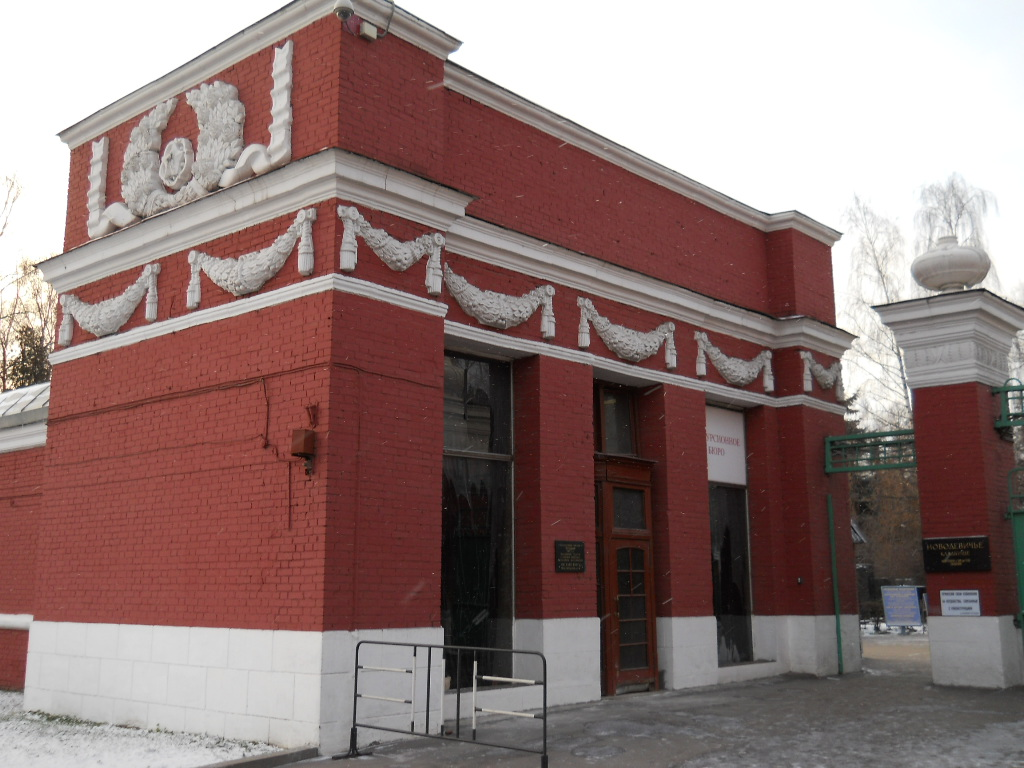
Novoděvičí hřbitov, vstupní brána

Novoděvičí hřbitov (nebo hřbitov Novoděvičí, rusky Новодевичье кладбище) je jedno z nejvýznamnějších pohřebišť v Moskvě. Hřbitov byl založen roku 1898 u jižní zdi Novoděvičího kláštera. V době Sovětského svazu se z něho stal spíše národní panteon, svým významem druhý v pořadí po Kremelské zdi. Místo se nachází v jihozápadní části moskevského Centrálního administrativního okresu, ve čtvrti Chamovniky, na ulici Lužněcká spojka č. 2.

## Dějiny hřbitova
Na hřbitově (Новодевичье кладбище) vedle kláštera odpočívají mnohé známé ruské a sovětské osobnosti, které nebyly natolik prominentní, aby byly po smrti uloženy do kremelské zdi. Hřbitov byl založen v 16. století a stal se nejprve místem posledního odpočinku moskevské šlechty a duchovenstva. Od 19. století se zde byly pohřbívány také proslulé osobnosti z řad inteligence. Po smrti Nikity Chruščova (1971), který upadl v nemilost, byl hřbitov uzavřen, protože se Leonid Brežněv obával politických demonstrací. Znovu byl zpřístupněn teprve roku 1987.
Od roku 2004 je celý komplex zapsán na seznamu Světového dědictví UNESCO. V roce 2015 zachvátil požár vrchní část zvonice.

## Významné osobnosti
Na Novoděvičím hřbitově se nacházejí kromě jiných hroby politiků Vjačeslava Michajloviče Molotova, Andreje Andrejeva a druhé Stalinovy manželky Naděždy Allilujevovny. Jsou zde pohřbeni spisovatelé Nikolaj Vasiljevič Gogol, Nikolaj Ostrovskij, Alexandr Tvardovskij, Vasilij Šukšin, filmový režisér Sergej Michajlovič Ejzenštejn, divadelní režiséři Konstantin Sergejevič Stanislavskij a Jevgenij Vachtangov, hudební skladatelé Sergej Prokofjev, Anton Rubinstein, Dmitrij Šostakovič a malíři Isaak Iljič Levitan, Valentin Alexandrovič Serov a Vladimir Tatlin. Náhrobky mnoha zesnulých symbolicky ukazují, čím si získali svůj posmrtný význam a proslulost. V následujícím seznamu je několik významných osobností pohřbených na zdejším hřbitově:
- Andrej Bělyj (1880–1934), básník
- Daniil Leonidovič Andrejev (1906–1959), básník a spisovatel
- Pavel Ivanovič Běljajev (1925–1970), kosmonaut
- Georgij Timofejevič Beregovoj (1921–1995), kosmonaut
- Sergej Fedorovič Bondarčuk (1920–1994), herec a režisér
- Boris Sergejevič Brujnov (1922–1997), herec
- Valerij Jakovlevič Brjusov (1873–1924), spisovatel
- Michail Afanasjefič Bulgakov (1881–1940), spisovatel a dramatik
- Nikolaj Alexandrovič Bulganin (1895–1975), státník
- Anton Pavlovič Čechov (1860–1904), spisovatel a dramatik
- Fjodor Ivanovič Šaljapin (1873–1938), operní pěvec
- Sergej Michajlovič Ejzenštejn (1898–1948), režisér
- Ilja Grigorjevič Erenburg (1891–1967), spisovatel a publicista
- Jekatěrina Alexejevna Furcevová (1910–1974), ministryně kultury
- Nikolaj Vasiljevič Gogol (1809–1852), spisovatel a dramatik
- Michail Sergejevič Gorbačov (1931–2022), prezident SSSR
- Raisa Maximovna Gorbačovová (1932–1999), první dáma SSSR
- Sergej Vladimirovič Iljušin (1894–1977), letecký konstruktér
- Fazyl Abdulovič Iskander (1929–2016), spisovatel
- Nikita Sergejeivč Chruščov (1894–1971), státník
- Lazar Mojsejevič Kaganovič (1893–1991), bolševický politik
- Ivan Nikitovič Kožedub (1920–1991), letecké eso
- Petr Alexejevič Kropotkin (1842–1921), teoretik anarchismu
- Alexandr Ivanovič Lebeď (1950–2002), voják a politik
- Lev Davidovič Landau (1908–1968), fyzik, nositel Nobelovy ceny za fyziku
- Isaak Iljič Levitan (1860–1900), malíř
- Vladimir Vladimirovič Majakovskij (1893–1930), básník
- Vjačeslav Michajlovič Molotov (1890–1986), politik
- Nikolaj Platonovič Ogarjov (1813–1877), spisovatel a básník
- David Fjodorovič Oistrach (1908–1974), houslový virtuóz
- Alexandr Ivanovič Oparin (1894–1980), biolog a biochemik
- Ivan Jefimovič Petrov (1896–1958), generál
- Alexandr Ivanovič Pokryškin (1913–1985), letecké eso
- Boris Nikolajevič Polevoj (1908–1981), spisovatel
- Sergej Sergejevič Prokofjev (1891–1953), hudební skladatel
- Mstislav Rostropovič (1927–2007), ruský violoncellista a dirigent
- Valentin Alexandrovič Serov (1865–1911), spisovatel a malíř
- Alfred Schnittke (1935–1998), hudební skladatel
- Alexej Viktorovič Ščusev (1873–1949), architekt
- Dmitrij Dmitrijevič Šostakovič (1906–1975), hudební skladatel
- Vasilij Makarovič Šukšin (1929–1974), spisovatel a herec
- Konstantin Sergejevič Stanislavskij (1863–1938), herec, divadelní režisér a teoretik
- Andrej Nikolajevič Tupolev (1888–1972), letecký konstruktér
- Valerij Alexejevič Legasov (1931–1988), vědec, vedoucí vyšetřovací komise Černobylské havárie
- Boris Jevdokimovič Ščerbina (1919-1990), sovětský politik, vyšetřovatel Černobylské havárie, nařídil evakuaci města Pripjať

## Galerie hrobů

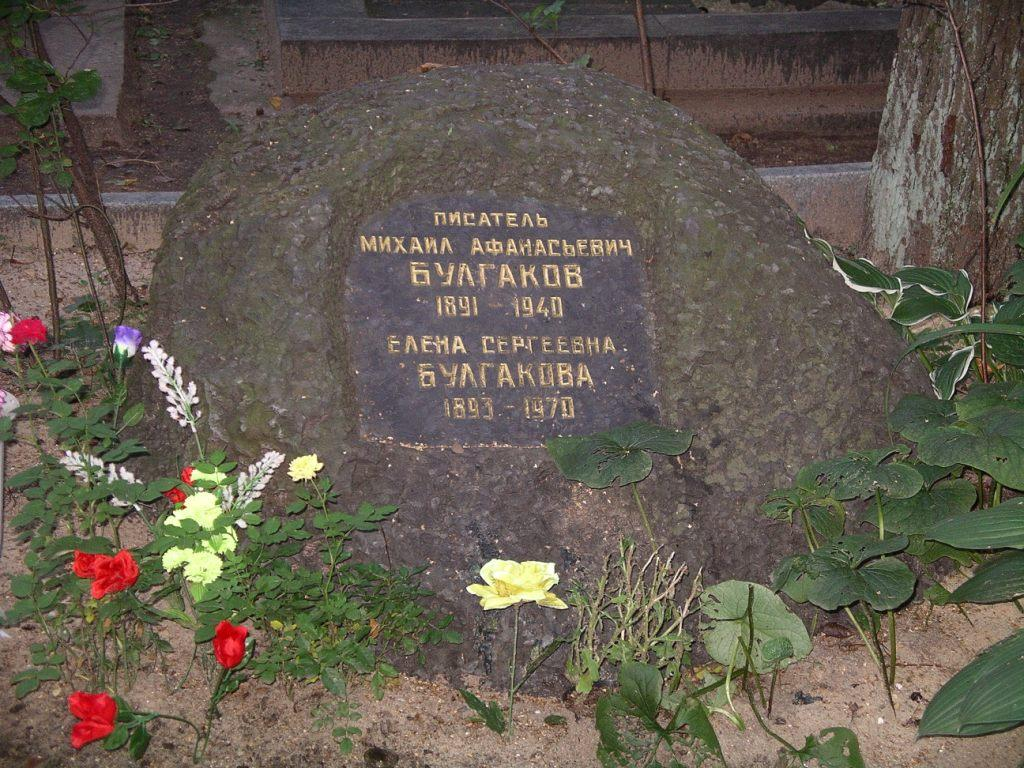
Michail Bulgakov
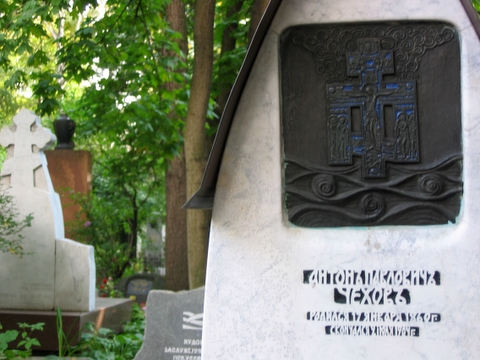
Anton Pavlovič Čechov
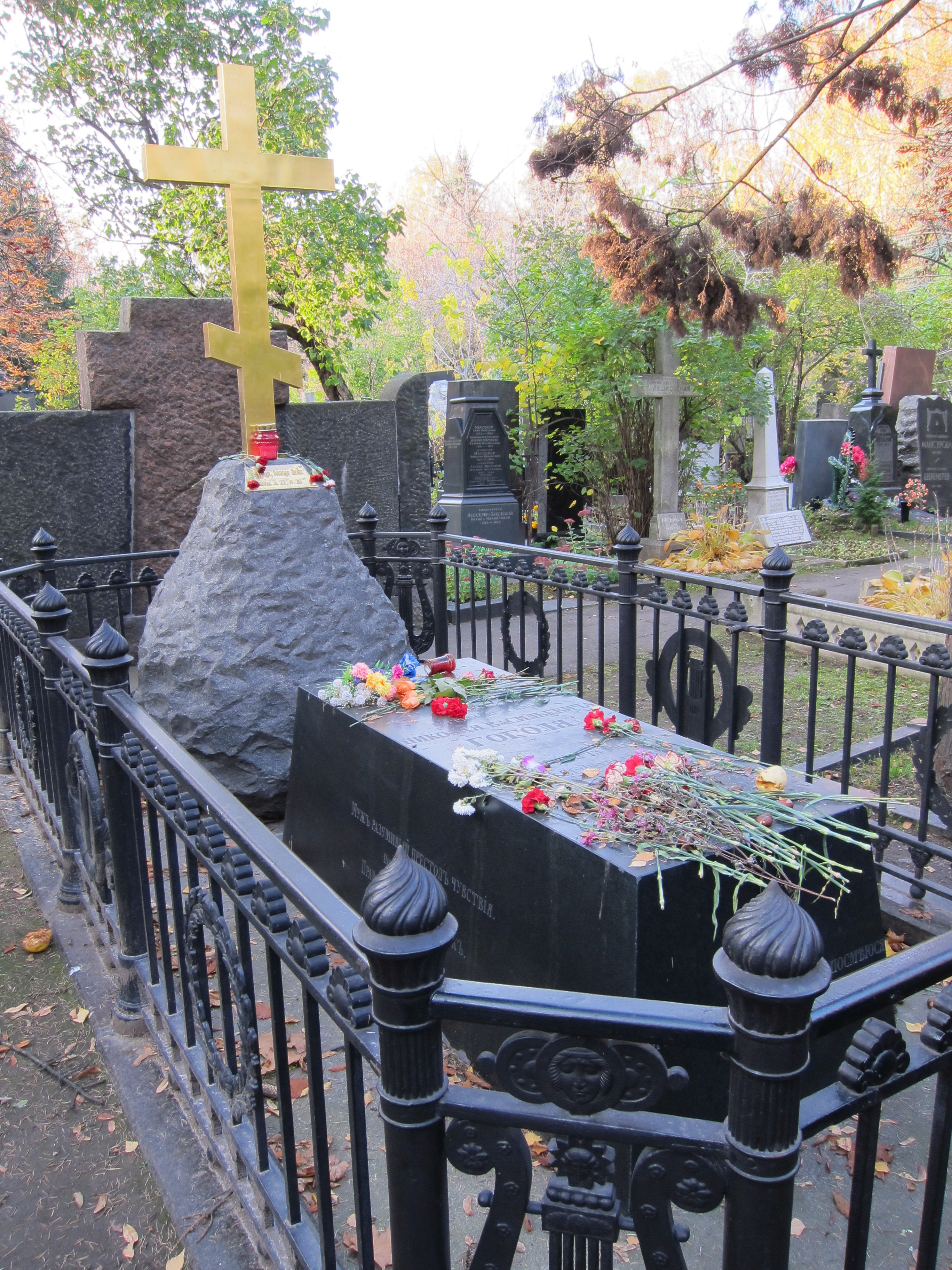
Nikolaj Vasiljevič Gogol
Boris Jelcin
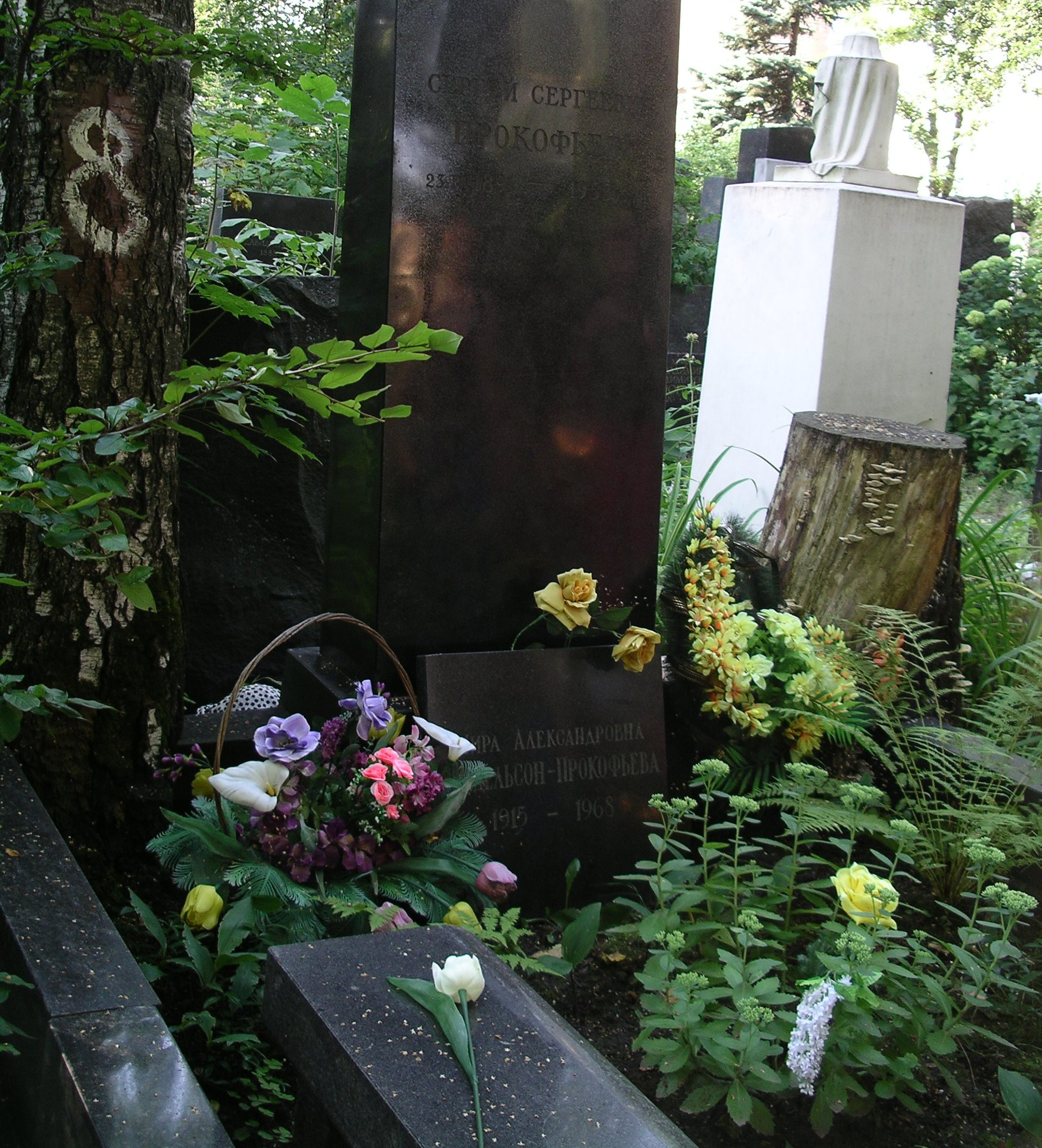
Sergej Prokofjev
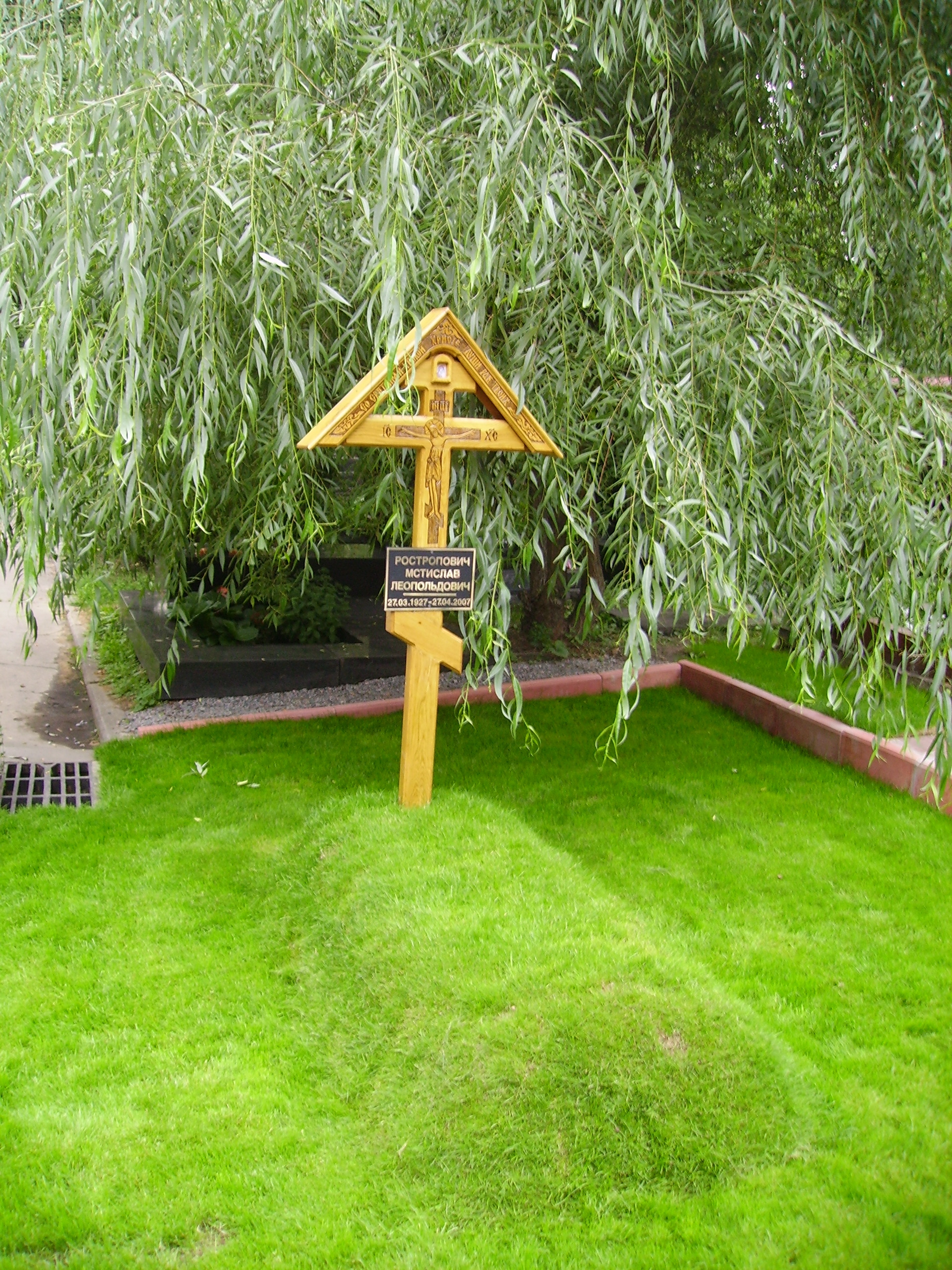
Mstislav Rostropovič
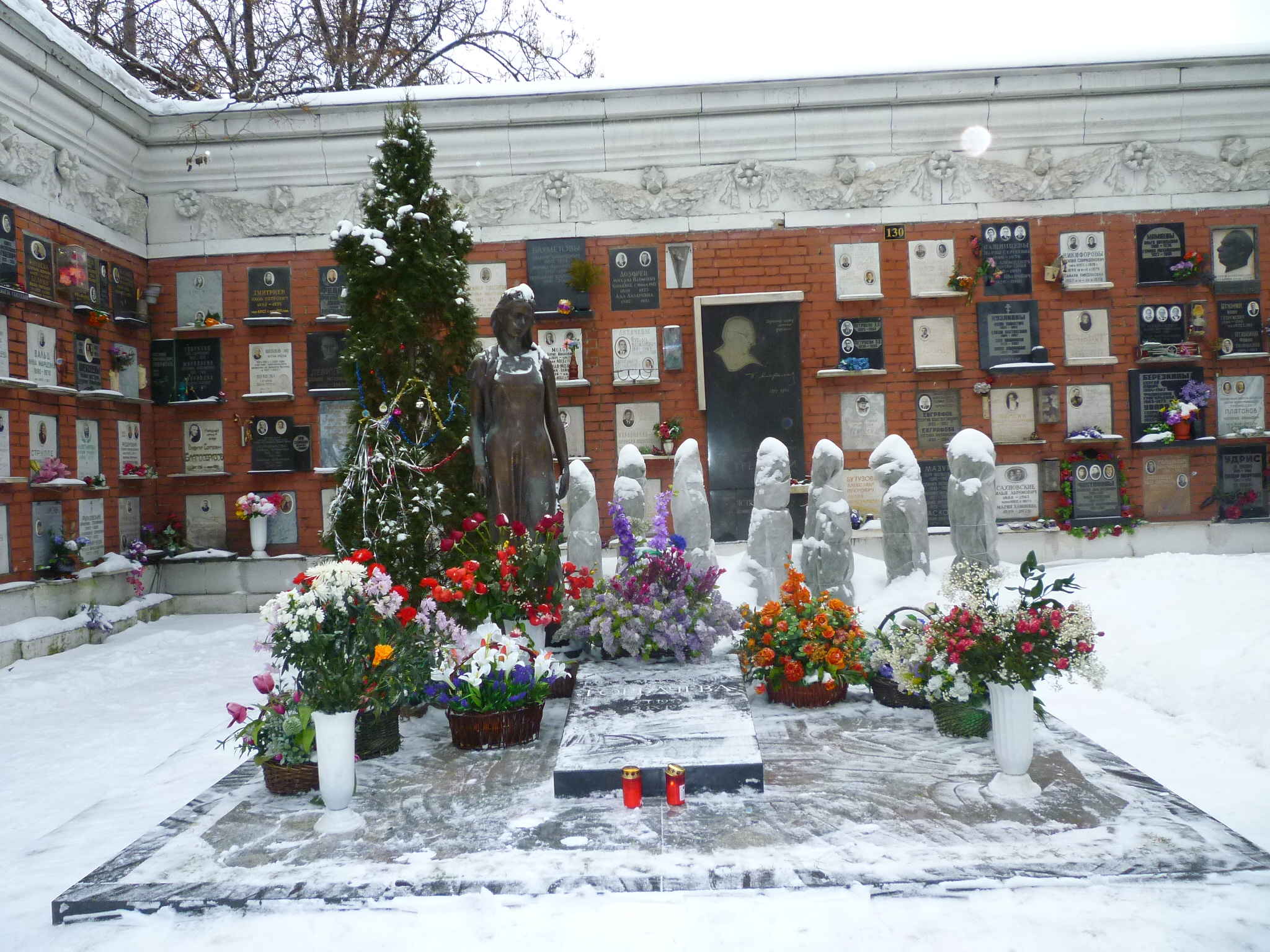
Raisa Gorbačovová